# Neißeaue
Neißeaue (in alto sorabo Nysowa łučina) è un comune di 1 682 abitanti  della Sassonia, in Germania. È il comune più orientale della Germania.
Appartiene al circondario di Görlitz ed è amministrato dalla comunità amministrativa di Weißer Schöps/Neiße.